# Uta Fußangel
Uta Fußangel (* 31. Juli 1969 in Korschenbroich, Nordrhein-Westfalen) ist eine deutsche Moderatorin.

## Ausbildung
Uta Fußangel ging nach ihrem Abitur (1990) für ein Jahr als Au-pair-Mädchen nach New York. Hier befasste sie sich mit der Schauspielerei und der Musik.
Danach kehrte sie wieder zurück nach Deutschland und studierte in Bayreuth ein Jahr lang Musiktheaterwissenschaften. Nach zwei Semestern zog Uta Fußangel nach Bochum, um dort drei Jahre lang Theater-, Film- und Fernsehwissenschaften zu studieren. Nebenher nahm sie noch Schauspiel- und Sprechunterricht.
Danach machte sie beim Mönchengladbacher Lokalradiosender Radio 90,1 ein Praktikum und im Anschluss ein zweijähriges Volontariat. Währenddessen nahm sie auch an Seminaren in der Deutschen Hörfunkakademie in Oberhausen teil.

## Karriere
Uta Fußangel begann 1998 ihre freiberufliche Karriere beim Radiosender WDR 4. Hier moderierte sie bis August 2006 die Sendung „Gut aufgelegt“. Vom 1. Januar 2007 bis Ende Februar 2011 hörte man sie alle vier Wochen im WDR 4 Musik-Café.
Künftig wird sie nur noch Veranstaltungstipps einmal pro Woche sprechen.
Im Fernsehen fing sie im gleichen Jahr bei NBC GIGA an und stieg dort 2002 zur Chefredakteurin auf. Auch hatte sie ihre eigene Sendung namens „uta.tv“. Ihre Arbeit sowie die ihrer Kollegin Miriam Pielhau und dem Team von NBC GIGA wurde am 25. Juni 2001 mit dem Grimme Online Award ausgezeichnet. Am 20. August 2004 verließ sie NBC GIGA.
Anfang 2004 moderierte Uta Fußangel bei VOX das Wolkenlos Spezial aus Ägypten. Ab dem 26. Juni 2004 präsentierte sie das wöchentliche Wellness-Magazin Simply Relax. Deren zweite Staffel endete im Herbst 2005.
Ab dem 11. April 2005 moderiert sie die Sendung Guten Morgen NRW bei tv.nrw (später NRW.TV), bis zu ihrer Babypause im Juni 2006.
Nebenbei moderiert Uta Fußangel immer wieder verschiedene Events, wie z. B. die 7. TV-Movie-Internetawards im April 2002 oder die Gala der Firma Samsung im Rahmen der IFA. Auch ist sie immer wieder als Synchronsprecherin bei Splendid Synchron tätig.
Am 9. Oktober 2006 wurde ihre Tochter geboren.
Von Juni 2008 bis November 2011 moderierte sie auf NRW.TV das wöchentliche und nach ihr benannte Magazin Kultur mit Uta. Von Juli 2011 bis Februar 2012 war sie als Moderatorin bei Radio B2 beschäftigt.
Seit Juni 2013 moderiert sie auf Sylt1 ein wöchentliches Magazin Kiek in. Es geht um die Insel Sylt im Internet.